# 平木浮世絵美術館
平木浮世絵美術館 （ひらきうきよえびじゅつかん）は、実業家平木信二の浮世絵コレクションを所蔵・展示していた美術館である。沿革にある様に数次の移転を重ね、2013年に閉館した。現在は公益財団法人平木浮世絵財団がコレクションを管理し、各地の美術館・博物館へ展示企画の提供や、収蔵品の貸出を行っている。

## 沿革
リッカーミシンの創業経営者である平木信二は、太平洋戦争後から浮世絵の蒐集を始めコレクションを築いていた。これを広く公開しかつ散逸を防ぐために、1971年12月に財団法人平木浮世絵財団を設立し全ての浮世絵を寄贈する事とした。平木は同年12月30日に没するが、翌1972年3月に文化庁より財団法人認可を取得した。1972年9月16日、日本初の浮世絵美術館となる当館が東京都中央区銀座のリッカーミシン本社ビルにて「リッカー美術館」として開館した。
リッカーは1984年7月23日東京地方裁判所に和議を申請し、事実上倒産する。コレクションの散逸が危惧されたが、財団理事の水島廣雄が引き受けることとなり、1993年3月14日神奈川県横浜市西区高島の横浜そごう内に「平木浮世絵美術館」の名称で再開館した。同時期には不定期に『美術館便り』を発行した。
その後そごうは民事再生法の適用を申請し、横浜店もグループ部門として2000年7月12日に事実上倒産、美術館も2001年3月に閉館する。財団は東京都港区新橋に移転するが、展示施設は無かった。
2006年10月、アーバンドックららぽーと豊洲（東京都江東区豊洲）内に「平木浮世絵美術館 UKIYO-e TOKYO」を設け、展示活動を再開した。移転理由について同館学芸員は「幅広い年齢層に見ていただけそうな新興都市豊洲に移転してきました。」と述べている。
2013年3月24日に休館、閉館に至る。
それ以降自前の展示施設を持たないが、展覧会を企画し各地の博物館・美術館に年1回以上出展している。
なお公益法人制度改革関連3法により、2013年4月1日「財団法人平木浮世絵財団」は「公益財団法人平木浮世絵財団」に名称変更した。
美術館の閉館後もホームページのトップページは「平木浮世絵美術館」のままになっている。

## コレクション
平木が浮世絵に興味を持ったのは20歳前後、すなわち1930年頃である。蒐集を始めるのは太平洋戦争後で、藤懸静也と高橋誠一郎から浮世絵の海外流失を憂える話を聞いたからだった。コレクションが1960年代前半巷間に知れ渡ったきっかけは「斎藤コレクション」と「三原コレクション」を一括して買い取ったことによる。

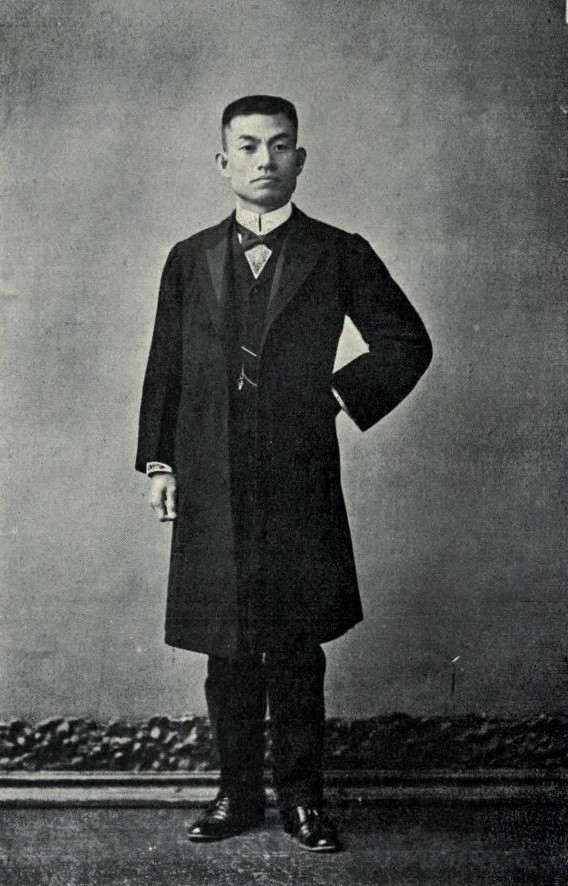
神田銀行頭取を務めた神田鐳蔵

前者は京都の松木善右衛門が国外に売却するため明治期に国内各地から浮世絵を買い取り、そのうち良品と呼べるものを売らずに手元に置いたものである。それらは1924年に『浮世絵版画精粋』として発刊するが、その直後に手放した。渋沢栄一は散逸を憂慮し、神田銀行頭取の神田鐳蔵に相談し購入させる。ところが1927年の金融恐慌で再度流失、宮城県仙台市の斎藤報恩会の手に渡るが、1943年に大坂の洋服店主、木村貞造の下に納まる。
後者は日本郵船株式会社の重役であった三原繁吉が蒐集したもので、斎藤コレクションほどの移動は無かったがこちらも木村貞造に渡り、そして両者を平木が買い取ることとなる。
1963年にリッカービル新館が落成し、そこで平木はコレクションを公開した。それ以降は浮世絵の歴史を辿れる系統的な蒐集を心掛け、結果として菱川師宣・杉村治兵衛の最初期浮世絵から小林清親・楊洲周延 等の明治浮世絵、川瀬巴水や吉田博らの大正・昭和期の新版画、前川千帆らの昭和創作版画 まで手を広げることとなり、重要文化財4件11点、重要美術品380点を含む約6000点のコレクションを形成するに至った。長谷川如是閑が作家や文人と交わした書簡など、周辺資料も収蔵する。

## 収蔵品

### 重要文化財
- 鳥居清倍「市川團十郎の暫」大々判 丹絵 宝永年間（1704年-1711年）頃。大田南畝旧蔵[3]。
- 石川豊信「花下美人」大々版 漆絵 延享年間（1744年-1748年）[3]。
- 鳥居清長「大川端夕涼み」大判 錦絵 1784年（天明4年）頃[3]。
- 歌川広重「江戸近郊八景」大判 錦絵8枚揃 1837年-1838年（天保8年-9年）頃[3]

- - 「吾嬬杜夜雨」
  - 「玉川秋月」
  - 「池上晩鐘」
  - 「芝浦晴嵐」
  - 「行徳帰帆」
  - 「羽根田落雁」
  - 「小金井橋夕照」
  - 「飛鳥山暮雪」

### 重要美術品
主なものをあげる。
- 杉村治兵衛「小式部内侍」大々版 墨摺筆彩 貞享年間（1684年-1688年）頃。
- 懐月堂度繁「立美人」大々版 墨摺絵 正徳年間（1711年-1716年）頃。
- 鈴木春信「座敷八景」中版 錦絵 8枚揃 1766年（明和3年）頃。
- 鳥居清長 「六郷渡船」大判2枚続 錦絵 1784年（天明4年）頃。
- 窪俊満「六玉川の内 高野」大判 錦絵 1785年-1789年（天明5年-9年）年頃。
- 東洲斎写楽「二代目嵐龍蔵の金貸石部金吉」大判 錦絵 1794年（寛政6年）。
- 鳥高斎栄昌「郭中美人競　若松屋内緑木」大判 錦絵 1795年-1796年（寛政7年-8年）。
- 一楽亭栄水「兵庫や内月岡」大判 錦絵 享和年間（1801年-1804年）頃。
- 鳥園斎栄深「鷹匠」大判 錦絵 寛政年間後期（1795年-1801年）頃。
- 鳥文斎栄之「上野三枚橋」大判錦絵3枚続　1793年（寛政5年）頃。

### 浮世絵以外
- 伊藤若冲「花鳥版画」1771年（明和8年）6種 木版・合羽摺併用[35][36]。

## 主な出版物
発行年順
- 葛飾北斎『北斎漫画』平木浮世絵美術館、19--年、NCID BA48873513。別題『Exhibition of Hokusai Mangwa : Hokusai's sketch』。
- 毎日新聞社、鳥居清信、石川豊信、鳥居清長『浮世絵名品展 : 平木コレクション : オリンピック東京大会記念』松坂屋、1964年、NCID BA54715812。
- 高橋誠一郎『浮世絵 : 平木コレクション』毎日新聞社、1964年、NCID BN10457267。
- 『浮世絵秀作集 : 平木コレクション所蔵」平木浮世絵財団、リッカー美術館（編）、1984年。NCID BA61174177。
- 東洲斎写楽、歌川豊国（1世）『写楽・豊国大首名品展』平木浮世絵美術館、1993年、NCID BA57539625。「役者絵略年表（明和〜寛政期を中心として）」125-127頁。1993年（平成5年）9月3日-10月4日、平木浮世絵美術館展示。
- 佐藤光信（監修）、森山悦乃、安藤広重、歌川国貞『広重・国貞東海道五拾三次』平木浮世絵財団平木浮世絵美術館、1993年、NCID BA79874587。NCID BN11661779。
- 安藤広重『三都名所絵展 : 広重描く京・浪花・江戸』平木浮世絵美術館（編）、平木浮世絵財団、1993年、NCID BA79963177。
- 平木浮世絵美術館『浮世絵名品展』平木浮世絵財団、1993年、NCID BN11882100。
- 平塚運一、毎日新聞社『平塚運一版画名品展 : ヴァンゼルスト・コレクションより : 百歳記念特別展』平木浮世絵美術館（編）、平木浮世絵財団、1996年、NCID BA7735834X[注釈 4]。
- 平木浮世絵財団、平木浮世絵美術館『月岡芳年 :「新撰東錦絵」と「竪二枚継作品」に関する一考察』平木浮世絵美術館、1996年、NCID BB24091329。
- 鈴木俊幸、佐藤光信『黄表紙の世界 : 戯作の華』平木浮世絵財団 : 平木浮世絵美術館、1999年、NCID BA44895977。
- 山東京傳、鈴木俊幸『花東頼朝公御入』平木浮世絵財団 : 平木浮世絵美術館、1999年、NCID BA44913037。
- 『手ぬぐいと浮世絵』平木浮世絵財団平木浮世絵美術館、1999年、NCID BA4802980X。
- 平木浮世絵美術館『六大浮世絵師名品展 : 鈴木春信・鳥居清長・喜多川歌麿 東洲斎写楽・葛飾北斎・歌川広重』平木浮世絵財団、1999年、NCID BA47978334。
- 『役者夏の富士 : けしょうをおとしたやくしゃのすがお』平木浮世絵財団平木浮世絵美術館、2000年、NCID BA53223823。
- 葛飾北斎、安藤広重、愛媛県美術館『浮世絵の名品で見る日本の情景 : 北斎と広重』平木浮世絵美術館（編集）、平木浮世絵財団、2001年、NCID BA58503747。
- 平木浮世絵美術館（編集）『華 : 浮世絵名品展』平木浮世絵財団、2004年、NCID BA67886895。外函のタイトル、以下3分冊を収める。
  - 佐藤光信『役者絵』、NCID BA67579943。
  - 佐藤光信『美人画』、NCID BA67580647。
  - 佐藤光信『風景・花鳥画』、NCID BA67887242。
- 博覧亭、岩切友里子『江戸の英雄 : 博覧亭コレクション』平木浮世絵美術館（編）、平木浮世絵財団、2010年、NCID BB00680788。

財団による企画
- 〈平木浮世絵文庫〉（平木浮世絵財団 : 平木浮世絵美術館）
  - 歌川国芳『歌川国芳木曽街道六十九次』、2000年、文庫第1巻。NCID BB02410558。
  - 『忠臣蔵 : 五段目・斧定九郎』、2010年、文庫第2巻。NCID BB04573688。
  - 歌川国芳『歌川国芳太平記英勇傳』2011年、文庫第3巻。NCID BB04850063。
  - 安藤広重『歌川広重保永堂版東海道五拾三次之内』、2011年、文庫第4巻（東海道1）、NCID BB07036608。
  - 歌川国貞『歌川国貞東海道五十三次之内』、2011年、文庫第5巻（東海道2）、NCID BB0704677X。
  - 安藤広重、歌川国芳、歌川国貞『広重・国芳・三代豊国東海道五十三對』、2011年、文庫第6巻（東海道3）。NCID BB07050267。
  - 安藤広重『歌川広重六十余州名所図会』、2012年、文庫第7巻-第8巻。NCID BB11396298。
- 佐藤光信（監修）『浮世絵の美 : 平木コレクションの名品』平木浮世絵財団平木浮世絵美術館、2012年、NCID BB13693294。
- 佐藤光信、平木浮世絵美術館『にゃんとも猫だらけ』平木浮世絵財団平木浮世絵美術館Ukiyo-e Tokyo、2012年、NCID BB24563381。
- 佐藤光信、「浮世絵の美」実行委員会『浮世絵の美 : 平木コレクションの名品』平木浮世絵財団平木浮世絵美術館、2013年。
  - 愛媛県美術館、2013年、NCID BC02862874。
  - 島根県立美術館、2014年、NCID BB16191510。
- 川瀬巴水、吉田博『美しき日本の風景 : 川瀬巴水と吉田博を中心として』平木浮世絵財団、2014年、NCID BB18209672。副題『Landscapes of the beauty of Japan : focusing on Kawase Hasui and Yoshida Hiroshi』
- 安藤広重、佐藤光信（監修）『歌川広重の世界 : 保永堂版東海道五十三次と江戸の四季』平木浮世絵財団平木浮世絵美術館、2017年、NCID BB24566164。「広重年譜」159-161頁、「作品リストならびに解説」162-171頁。